# Michael Redgrave
Pour les articles homonymes, voir Redgrave.
Michael Redgrave est un acteur britannique né le 20 mars 1908 à Bristol (Royaume-Uni) et mort le 21 mars 1985 à Denham (Buckinghamshire, Royaume-Uni).

## Biographie
Michael Scudamore Redgrave naît dans une famille de gens de théâtre. Après avoir fait ses études à Cambridge, il entre dans l'enseignement mais abandonne rapidement cette voie pour s'orienter vers le théâtre. Il y fait carrière toute sa vie comme acteur, metteur en scène et dramaturge et c'est à partir des années 1930 qu'il aborde le cinéma. C'est Alfred Hitchcock qui lui donne son premier grand rôle dans Une Femme disparaît en 1938, seul film qu'il tourne pour le réalisateur britannique. Il est un inquiétant ventriloque dans le film à sketches Au cœur de la nuit (Dead of night) coréalisé par Alberto Cavalcanti. En 1947, il est très convaincant dans Le Deuil sied à Electre (Mourning becomes Electra) de Dudley Nichols, qui lui vaut une nomination aux Oscar. Il est remarquable en professeur incompris dans L'Ombre d'un homme (The Browning Version) d'Anthony Asquith en 1951, ainsi que dans le personnage de Jack Worthing dans Il importe d'être Constant (The Importance of Being Earnest) d'Anthony Asquith en 1952 (d'après Oscar Wilde). Cependant, à partir des années 1960, il ne tient plus que des rôles assez secondaires (Yeats dans Le Jeune Cassidy (Young Cassidy)) ou le narrateur dans Le Messager (The Go-Between) de Joseph Losey.
Atteint d'une forme de maladie de Parkinson, il cesse toute activité professionnelle au milieu des années 1970, et meurt le lendemain de son 77e anniversaire.
Michael Redgrave est le père de Vanessa Redgrave, Lynn Redgrave et Corin Redgrave et le grand-père de Natasha Richardson, Joely Richardson et Carlo Nero.

## Filmographie

### Cinéma
- 1936 : Quatre de l'espionnage (The Secret Agent) de Alfred Hitchcock
- 1938 : Une femme disparaît (The Lady Vanishes) d'Alfred Hitchcock : Gilbert Redman
- 1938 : La Grande Escalade (Climbing High) de Carol Reed : Nicky Brooke
- 1939 : Stolen Life de Paul Czinner : Alan MacKenzie
- 1940 : Sous le regard des étoiles (The Stars Look Down) de Carol Reed : Davey Fenwick
- 1940 : The Big Blockade de Charles Frend : Un russe
- 1940 : A Window in London de Herbert Mason : Peter
- 1941 : Kipps de Carol Reed : Arthur Kipps
- 1941 : Jeannie de Harold French : Stanley Smith
- 1941 : Atlantic Ferry de Walter Forde : Charles MacIver
- 1942 : Le Rocher du tonnerre (Thunder Rock) de Roy Boulting : David Charleston
- 1945 : Le Chemin des étoiles (The Way to the Stars) d'Anthony Asquith : Flight Lt. David Archdale
- 1945 : Au cœur de la nuit (Dead of Night) d'Alberto Cavalcanti : Le ventriloque dans le sketch Ventriloquist's Dummy
- 1946 : Fame Is the Spur de Roy Boulting : Hamer Radshaw
- 1946 : J'étais un prisonnier (The Captive Heart) de Basil Dearden : Capt. Karel Hasek, alias Geoffrey Mitchell
- 1946 : The Years Between de Compton Bennett : Michael Wentworth
- 1947 : Les Pirates de la Manche (The Man Within) de Bernard Knowles : Richard Carlyon
- 1947 : Le deuil sied à Électre (Mourning becomes Electra) de Dudley Nichols : Orin Mannon
- 1948 : Le Secret derrière la porte (Secret Beyond the Door...) de Fritz Lang : Mark Lamphere
- 1951 : L'Ombre d'un homme (The Browning Version) d'Anthony Asquith : Andrew Crocker-Harris
- 1951 : La Boîte magique (The Magic Box) de John Boulting : Mr. Lege
- 1952 : Il importe d'être Constant (The Importance of Being Earnest) de Anthony Asquith : Jack (né Ernest) Worthing
- 1954 : The Green Scarf de George More O'Ferrall : Maitre Deliot
- 1954 : Les Briseurs de barrages (The Dam Busters) de Michael Anderson : Dr. Barnes N. Wallis, CBE, FRS
- 1954 : The Sea Shall Not Have Them de Lewis Gilbert : Air Commodore Waltby
- 1955 : La Nuit où mon destin s'est joué (The Night My Number Came Up) de Leslie Norman : Air Marshal Hardie
- 1955 : Dossier secret (Mr. Arkadin) d'Orson Welles : Burgomil Trebitsch
- 1955 : Oh ! Rosalinda ! de Michael Powell et Emeric Pressburger : Col. Eisenstein
- 1956 : 1984 de Michael Anderson : Général O'Brien
- 1957 : Temps sans pitié (Time Without Pity) de Joseph Losey : David Graham
- 1957 : La Route joyeuse (The Happy Road) de Gene Kelly : Le Général Medworth
- 1958 : Behind the Mask de Brian Desmond Hurst : Sir Arthur Benson Gray
- 1958 : Un Américain bien tranquille (The Quiet American), de Joseph L. Mankiewicz : Thomas Fowler
- 1958 : L'habit fait le moine (Law and Disorder) de Charles Crichton : Percy Brand
- 1959 : L'Épopée dans l'ombre (Shake Hands with the Devil) de Michael Anderson : Le Général
- 1959 : Cargaison dangereuse (The Wreck of the Mary Deare) de Michael Anderson : Mr. Nyland
- 1961 : Non, ma fille, non ! (No My Darling Daughter) de Ralph Thomas : Sir Matthew Carr
- 1961 : Les Innocents (The Innocents) de Jack Clayton : L'oncle
- 1962 : Shakespeare: Soul of an Age : Macbeth
- 1962 : La Solitude du coureur de fond (The Loneliness of the Long Distance Runner) de Tony Richardson : Ruxton Towers
- 1963 : Uncle Vanya de Stuart Burge : Oncle Vanya
- 1965 : Le Jeune Cassidy (Young Cassidy) de Jack Cardiff : W.B. Yeats
- 1965 : La Colline des hommes perdus (The Hill) de Sidney Lumet : Le médecin-officier
- 1965 : Les Héros de Télémark (The Heroes of Telemark) d'Anthony Mann: L'oncle
- 1967 : La Vingt-cinquième heure d'Henri Verneuil : L'avocat de la défense
- 1968 : Services spéciaux, division K (Assignment K) de Val Guest : Harris
- 1969 : Ah Dieu ! que la guerre est jolie (Oh! What a Lovely War) de Richard Attenborough : Le Général Sir Henry Wilson
- 1969 : La Bataille d'Angleterre (Battle of Britain) de Guy Hamilton : Air Vice Marshal Evill
- 1969 : Goodbye, Mr. Chips de Herbert Ross : Le Maître
- 1970 : Chambres communicantes (Connecting rooms) de Franklin Gollings : James Wallraven
- 1970 : Goodbye Gemini de Alan Gibson : James Harrington-Smith
- 1971 : Le Messager (The Go-Between) de Joseph Losey : Leo Colston
- 1971 : Nicolas et Alexandra (Nicholas and Alexandra) de Franklin Schaffner : Sazonov
- 1972 : The Last Target : Erik Fritsch
- 1975 : Rime of the Ancient Mariner de Raul da Silva : L'ancien marinier

### Télévision
- 1939 : Twelfth Night (téléfilm) : Sir Andrew Aguecheek
- 1957 : Producer's Showcase (en) (série télévisée) : Ruggles
- 1963 : Hedda Gabler (téléfilm) : George Tesman
- 1966 : ABC Stage 67 (série télévisée) : Sir Simon Canterville
- 1966 : Alice au pays des merveilles (en) (Alice in Wonderland) (téléfilm) : Caterpillar
- 1967 : NET Playhouse (en) (série télévisée) : Oncle Vanya
- 1967 : Mr. Dickens of London (téléfilm) : Charles Dickens
- 1968 : The Wednesday Play (série télévisée) : Monsieur Barnett
- 1968 : Heidi (téléfilm) : Le grand-père d'Heidi
- 1968 : The World of Beachcomber (série télévisée) : Varié
- 1969 : David Copperfield (téléfilm, 1969)David Copperfield (téléfilm) : Dan Peggotty
- 1971 : A Christmas Carol (téléfilm) : Le narrateur (Voix)
- 1972 : The Man Outside (série télévisée) : Erik Fritsch
- 1973 : Dr. Jekyll and Mr. Hyde (téléfilm) : Danvers

## Distinctions
- Commandeur de l'ordre de l'Empire britannique en 1952
- Commandeur de l'ordre de Dannebrog en 1955
- Chevalier en 1959

## Prix et Récompenses
- Nomination pour l'Oscar du meilleur acteur pour son rôle d'Orin Mannon dans Le deuil sied à Électre (Mourning Becomes Electra) de Dudley Nichols en 1947.
- Prix d'interprétation masculine du Festival de Cannes pour son rôle du professeur Andrew Crocker-Harris dans L'ombre d'un homme (The Browning version) d'Anthony Asquith.
- Prix Jussi 1951 : Diplôme du mérite décerné à un acteur étranger pour son rôle dans L'ombre d'un homme.

## Sources
- D'après le Dictionnaire du cinéma de Jean Tulard (Éd. Robert Laffont) et 500 stars de Hollywood et d'ailleurs (Gründ)